# 华俄道胜银行银元票
华俄道胜银行银元票，华俄道胜银行在中国发行的以银元计值的纸币，主要有上海墨西哥银元票、北京通用银元票、牛庄通用银元票、上海通用银元票、汉口通用银元票、天津通用银元票、哈尔滨通用银元票等。

## 历史
1894年中日甲午战争后，清政府为筹措战争赔款向俄国、法国、德国借款。俄国以此为契机，联合法国金融资本家共同筹建“华俄道胜银行”，总行设在俄国首都圣彼得堡。该行是代表俄国在华利益的金融机构，最早成立于1895年12月，成立之初为俄国和法国合资，1896年中国入股后成为三国合资，但始终由俄国掌控。华俄道胜银行的成立，不仅促进了俄国本国货币卢布（羌帖）向中国的流入，而且根据华俄道胜银行的章程，该行在中国所开展的业务包括发行货币。1898年开始，华俄道胜银行在中国东北的满洲里以及内地的一些地区发行制钱票和银两票，1901年开始，又陆续中国各地发行以银元为本位的银元票，其中以墨西哥银元为单位的又被称为墨西哥银元票、墨洋票。
1917年俄国十月革命后，华俄道胜银行在华各机构丧失了俄国国内的支持，1918年2月，苏俄政权正式将华俄道胜银行收归为国有。但该行海外机构仍受反对苏俄政权的白军势力控制，改以巴黎分行为总行，继续运营。1926年，巴黎总行因投机失败清理，在华各分行亦先后倒闭。华俄道胜银行清理处规定从1926年12月1日到1927年1月31日，限期收兑银元票，过期作废，收兑截止时总计收兑106511元，未兑付额为39666元。

## 类别
| 分行       | 始发年份        | 图例     | 面额                           | 说明                                                                                         | 来源                    |
| ---------- | --------------- | -------- | ------------------------------ | -------------------------------------------------------------------------------------------- | ----------------------- |
| 上海分行   | 1901年          |          | 1元、5元、10元、50元和100元5种 | 墨西哥银元票，薄纸彩印，风格与俄国卢布类似，票面有中、英、俄三种语言的行名、面值和“上海”地名 | [ 4 ] [ 5 ] [ 8 ]       |
| 上海分行   | 1909年          |          | 1元、5元、10元、50元和100元5种 | 墨西哥银元票，雕版印刷，由英国布拉德伯里威尔金森公司刻版                                     | [ 4 ] [ 5 ] [ 8 ]       |
| 上海分行   | 1914年          |          | 1元、5元、10元、50元和100元5种 | 墨西哥银元票，美国钞票公司印制，正面有中、俄文行名、面额，中间为上海分行大楼，可能未发行     | [ 4 ] [ 5 ] [ 8 ]       |
| 上海分行   | 1914年、 1917年 |          | 1元、5元、10元、50元和100元5种 | 通用银元票，票面图案与1914年版墨西哥银元票相同，仅将面额的本位货币从墨西哥银元改为当地银元   | [ 4 ] [ 5 ] [ 8 ]       |
| 北京分行   | 1903年          |          | 1元、5元和10元3种              | 通用银元票，由英国伦敦Nissen & Arnold公司承印                                                | [ 4 ] [ 5 ] [ 8 ]       |
| 牛庄分行   | 1907年          |          | 1元、5元和10元3种              | 通用银元票，由北京银元票加盖改作                                                             | [ 4 ] [ 5 ] [ 8 ]       |
| 汉口分行   | 1914年          | 外部图片 | 1元、5元和10元3种              | 通用银元票，由天津银元票加盖“汉口”中英文、中俄文地名而成                                     | [ 4 ] [ 5 ] [ 8 ] [ 9 ] |
| 天津分行   | 1917年          |          | 1元、5元和10元3种              | 通用银元票，由英国伦敦Nissen & Arnold公司承印                                                | [ 4 ] [ 5 ]             |
| 哈尔滨分行 | 1921年          |          | 50元、100元和500元3种          | 通用银元票，天津银两票改印，主要用于划拨，共发行83.5万，发行后不久即停止流通                 | [ 4 ] [ 5 ] [ 8 ]       |

根据东三省官银号会办潘鸿宾在1914年8月19日呈给中华民国财政部泉币司的信中称，当时华俄道胜银行已经印制小银元票，计划在东三省发行。但实际上是否发行仍待查证。